# مصطفى الداسوكين
مصطفى الداسوكين (14 يوليو 1942 – 6 يوليو 2024) هو ممثل وفنان كوميدي مغربي. شارك في العديد من الأعمال الفنية المغربية الناجحة وبصم على مسيرة فنية مليئة بالتميز والعطاء.

## حياته ونشأته
ولد الداسوكين في 14 يوليو 1942 بمدينة الدار البيضاء، يعتبر من أفضل الممثلين المغاربة وحظي بمسيرة فنية طويلة استغرقت أربعة عقود من العطاء والجهد. شارك مصطفى الداسوكين في عدد من الأفلام والمسلسلات والمسرحيات المغربية الناجحة، بالإضافة للأعمال الفكاهية

## أعماله
- مسلسل ستة من ستين
- سيت كوم راديو واك واك
- مسلسل عائلة السي مربوح 2001
- مسلسل عائلة السي مربوح الجزء الثاني
- مسلسل نسيب الحاج عزوز 2009
- سيت كوم خير و سلام (سيتكوم)
- الهاربان (سيتكوم) 2001
- فيلم أبواب النافذة 1998
- المدير الجديد ( مسرحية ) (بن عزوز )
- دموع الرجال (مسلسل)
- مسلسل الغالية
- فيلم الوريث
- مسرحية شارب عقلو
- مسرحية كاري حنكو
- النواقسية
- فيلم الجمرة
- سهرة تلفزيونية رينكو ودجينكو
- مسلسل بوشتة وبوغطاية
- مسرحية مستشفى المجانين
- مسرحية الجلالي طرافولطا
- مسرحية نص عقل
- مسرحية بنت الخراز
- مسرحية الزواق يطير
- مسرحية القضية فيها إن
- مسرحية كولو العم زين
- شمكارا ولكن
- سيت كوم الضحك فيه وفيه
- مسلسل خمسة وخميس
- مسلسل شوك الصدرة

## وفاته
توفي الداسوكين ليلة السبت 6 يوليو 2024 في مسقط رأسه مدينة الدار البيضاء عن عمر ناهز 81 سنة بعد صراع مع المرض.

## وصلات خارجية
- مصطفى الداسوكين على موقع IMDb (الإنجليزية)
- مصطفى الداسوكين على موقع قاعدة بيانات الأفلام العربية
- مصطفى الداسوكين على موقع ديسكوغز (الإنجليزية)